# Amazon Echo

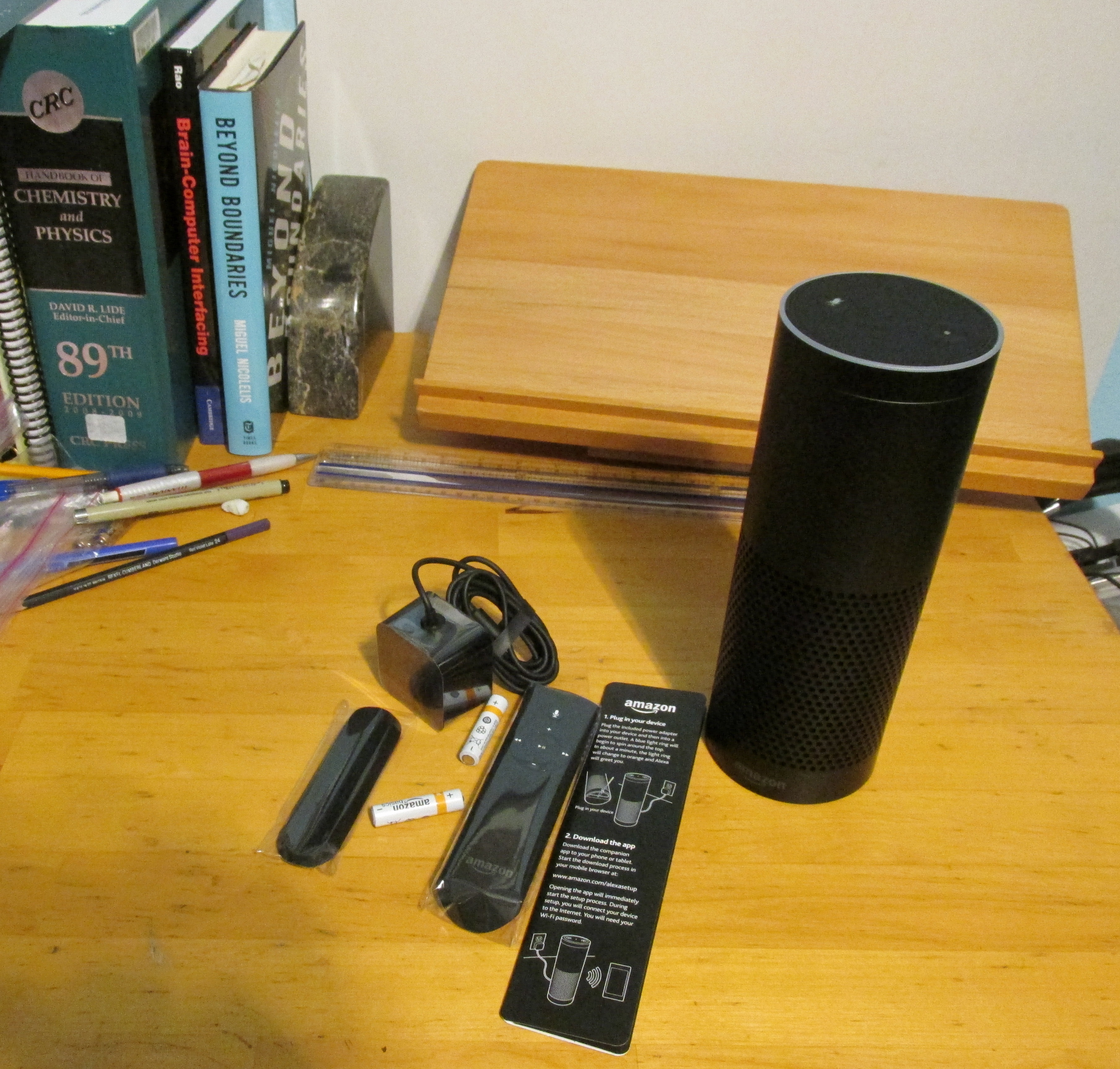
Amazon Echo

Amazon Echo, es un altavoz inteligente de Amazon con funciones, incluyendo respuesta a preguntas y reproductor de música. El dispositivo consiste en un cilindro grande que habla, de 9 pulgadas (23 cm), con una matriz de sensores de 7 micrófonos, altavoces que incluyen un woofer/tweeter y un control remoto. El dispositivo responde al nombre de “Alexa”  (Amazon Alexa).
Amazon ha estado desarrollando Echo dentro de su Lab126 desde sus instalaciones en Silicon Valley y Cambridge, Mass., durante, al menos, 4 años. El dispositivo, también llamado 'Doppler' o 'Project D', fue parte del primer intento de Amazon de ampliar su mercado de dispositivos además de la original Kindle Ereader.

## Procesamiento basado en la nube
Amazon Echo corre en los Amazon Web Services que son servicios de Amazon de computación en la nube. Por defecto el dispositivo responde a una 'palabra raíz' (“Alexa”). El dispositivo estando en el modo por defecto escucha las conversaciones que se van presentando y buscando la palabra raíz para reaccionar. El aparato también viene con un control remoto que puede ser usado en vez de la palabra raíz (“Alexa”). Los micrófonos de Echo pueden ser deshabilitados manualmente presionando el botón silencio o mute para apagar el circuito de procesamiento de audio.
Echo necesita una conexión a Internet para funcionar. Si no hay conexión a Internet disponible, nada del dispositivo funcionará. La capacidad de reconocimiento de voz de Echo está basado en el los servicios web de Amazon y en la plataforma de voz común de Amazon fue adquirida de Ivona, un especialista en tecnologías que involucran voz que también fue utilizada en el Kindle Fire. Echo se desempeña correctamente con una buena conexión a Internet (conexión con baja latencia) la cual minimiza el tiempo de proceso a mínimos viajes de comunicación, respuestas transmisibles y puntos finales de servicios geodistribuidos.

## Hardware
El complemento de Hardware de Echo incluye un procesador Texas Instruments DM3725 ARM Cortex-A8, 256MB de LPDDR1 RAM y un espacio de almacenamiento de 4GB. La conectividad es provista por doble banda Wi-Fi 802.11a/b/g/n y Bluetooth 4.
Echo está diseñado para que sea un dispositivo que se controle por la voz; sin embargo, viene con un control remoto que trae un micrófono similar al que incluía la Fire TV. Un botón de acción situado en la parte superior de la unidad sirve para que el usuario configure el dispositivo en cualquier localización y el botón de mute permite a los micrófonos apagarse. La media pulgada superior del dispositivo gira para aumentar o disminuir el volumen. Echo debe de estar conectado a la corriente para funcionar en caso de que no tenga batería.

## Voces Naturales
Voces reales naturales son el resultado de la tecnología de selección de la unidad de habla. Su alta precisión pasa por un sofisticado procesamiento de lenguaje natural (NLP) de algoritmos construidos dentro del motor de Echo de síntesis de habla.

## Servicios prestados
Echo ofrece noticias y reportes de clima desde una variedad de fuentes, incluyendo estaciones de radio local, NPR, y ESPN desde TuneIn. Echo también puede reproducir música desde servicios de streaming como Spotify, iTunes, y Radio Pandora desde un teléfono o una tableta. Echo mantiene control por voz de alarmas, temporizadores, listas de actividades por realizar, listas de compras y puede acceder a artículos de Wikipedia.

## Preocupaciones de privacidad
El Amazon Echo puede escuchar las conversaciones privadas que tienen en sus hogares o algunos otros factores que pueden indicar quién está presente en la casa y quién no basados en el sonido de pasos, radio o televisión.
Amazon respondió a estas dudas diciendo que Echo 'sólo' transmite grabaciones desde el lugar que se encuentre cuando la 'palabra clave' es pronunciada. Sin embargo, Echo siempre estará escuchando para detectar el momento en que se diga la palabra clave.   Por lo tanto, el Amazon Echo al necesitar tener habilitado el micrófono permanentemente, abre la puerta a que un hacker, un gobierno o la misma empresa Amazon pueda espiar la actividad dentro del hogar.  El problema es fácil de entender: al tener un micrófono conectado a internet, siempre funcionando dentro de su casa, el usuario nunca podrá estar seguro quien puede estar escuchando.
Echo utiliza grabaciones de voz del pasado que el usuario ha enviado a la nube para mejorar la respuesta a posibles preguntas que el usuario formule. Para estar más seguro con la privacidad, el usuario puede eliminar las grabaciones que se han subido y que están asociadas a la cuenta, sin embargo puede reducir y verse afectada la experiencia de usar este dispositivo al momento de usar búsqueda por voz. Para borrar estas grabaciones, el usuario puede visitar el apartado de 'Manejo de mi dispositivo' en Amazon.com o consultarlo con el servicio a usuarios.
Echo determina la localización en la casa del usuario por medio de conexiones que detecta que incluyen routers de Wifi, la intensidad de señal de los routers, la seguridad de estos mismos y la información proporcionada por el proveedor de banda ancha de estos dispositivos. Amazon, aplicaciones de otros y sitios web utilizan la localización para proporcionar servicios dependiendo del lugar en donde se encuentre y guardar esta información para dar servicios de voz, aplicaciones de mapas, aplicaciones de encuentra tu dispositivo y para monitorear el rendimiento de un servicio en algún lugar específico. Por ejemplo, los servicios de voz de Echo utiliza la localización para responder a preguntas de localización de tiendas o restaurantes cercanos. Igualmente, Echo utiliza la localización del usuario para las solicitudes de mapas y mejorar esta experiencia. Toda la información que se captura está bajo las políticas de privacidad de Amazon.com..

## Recepción inicial de usuario
Comprar mercancía o contenido multimedia digital, como canciones, ordenándole a Echo para comprar la canción; requiere una intervención manual a través de una alternativa interfaz de usuario para completar la compra. Echo ha brindado resultados pobres a peticiones de usuario que esperan mejores respuestas. Hay veces que Echo confunde palabras homófonas.
Amazon Echo sigue siendo uno de los productos más vendidos en 2019 en Amazon.

## Versiones de Software
La funcionalidad de Echo periódicamente evoluciona cuando Amazon lanza nuevas versiones de él. La mayoría de las actualizaciones incluyen soluciones de errores y alguna funcionalidad mejorada. Nuevas versiones son presentadas en dispositivos de forma gradual por lo que puede tardar días, semanas o más tiempo que se presenten actualizaciones en algún tipo de dispositivo en específico.
| Versión | Fecha    | Descripción |
| ------- | -------- | --- |
| 2249    | 01/28/15 | Adicionales comandos de voz para compra y listas de actividades a realizar. Ahora se puede ver previamente los objetos de las listas de actividades a realizar y de compras. |
| 2221    | 01/12/15 | |
| 2171    | 01/07/15 | |
| 2100    |          | |